# Empogona discolor
Empogona discolor är en måreväxtart som först beskrevs av John Patrick Micklethwait Brenan, och fick sitt nu gällande namn av James Tosh och Elmar Robbrecht. Empogona discolor ingår i släktet Empogona och familjen måreväxter. Inga underarter finns listade i Catalogue of Life.